# Kamran Gulamov
Kamran Gulamov (* 9. September 1990 in Taschkent, Usbekistan) ist ein usbekischer Unternehmer und ehemaliger CEO der AKFA Group Holding. Seit 2023 ist er Präsident der Central Asian University.

## Leben
Kamran Gulamov wurde am 9. September 1990 in Taschkent, Usbekistan (ehemalige UdSSR) geboren. Nach dem Abschluss seines Studiums in Finanzbuchhaltung am Taschkenter Finanzinstitut im Jahr 2012 setzte er seine akademische Ausbildung an der London Business School fort, wo er 2024 graduierte.
Seine berufliche Laufbahn begann Gulamov 2012 bei der Aluminiumproduktionsfirma AKFA. Im Jahr 2015 wurde der Bau des Aluminiumwerks BENKAM Alu Extrusions in der Region Navoi, im freien Wirtschaftsgebiet „Navoi“, gestartet. Nach Fertigstellung des Werks wurde Gulamov zum Direktor des Unternehmens ernannt. 2019 trat er die Nachfolge des bisherigen Generaldirektors von AKFA an und übernahm am 1. Januar 2020 offiziell die Position des Generaldirektors/CEO der AKFA Group Holding. In dieser Rolle ist er maßgeblich für die Entwicklung und Umsetzung der Unternehmensstrategie verantwortlich. Im selben Jahr gab AKFA bekannt, dass das Unternehmen an die Börse gehen und einen Börsengang (IPO) durchführen möchte. Zu den zentralen Zielen des Unternehmens zählen die Förderung der digitalen Transformation, die Effizienzsteigerung von Geschäftsprozessen sowie die Einführung einer Corporate Governance, die auf den Prinzipien der Transparenz, Verantwortlichkeit und Sicherheit basiert.
Im Jahr 2023 wurde Gulamov zum Präsidenten der Zentralasiatischen Universität ernannt.

## Auszeichnungen
2019: Do'stlik ('Freundschaft') Orden